# Praha 16 (1949–1960)

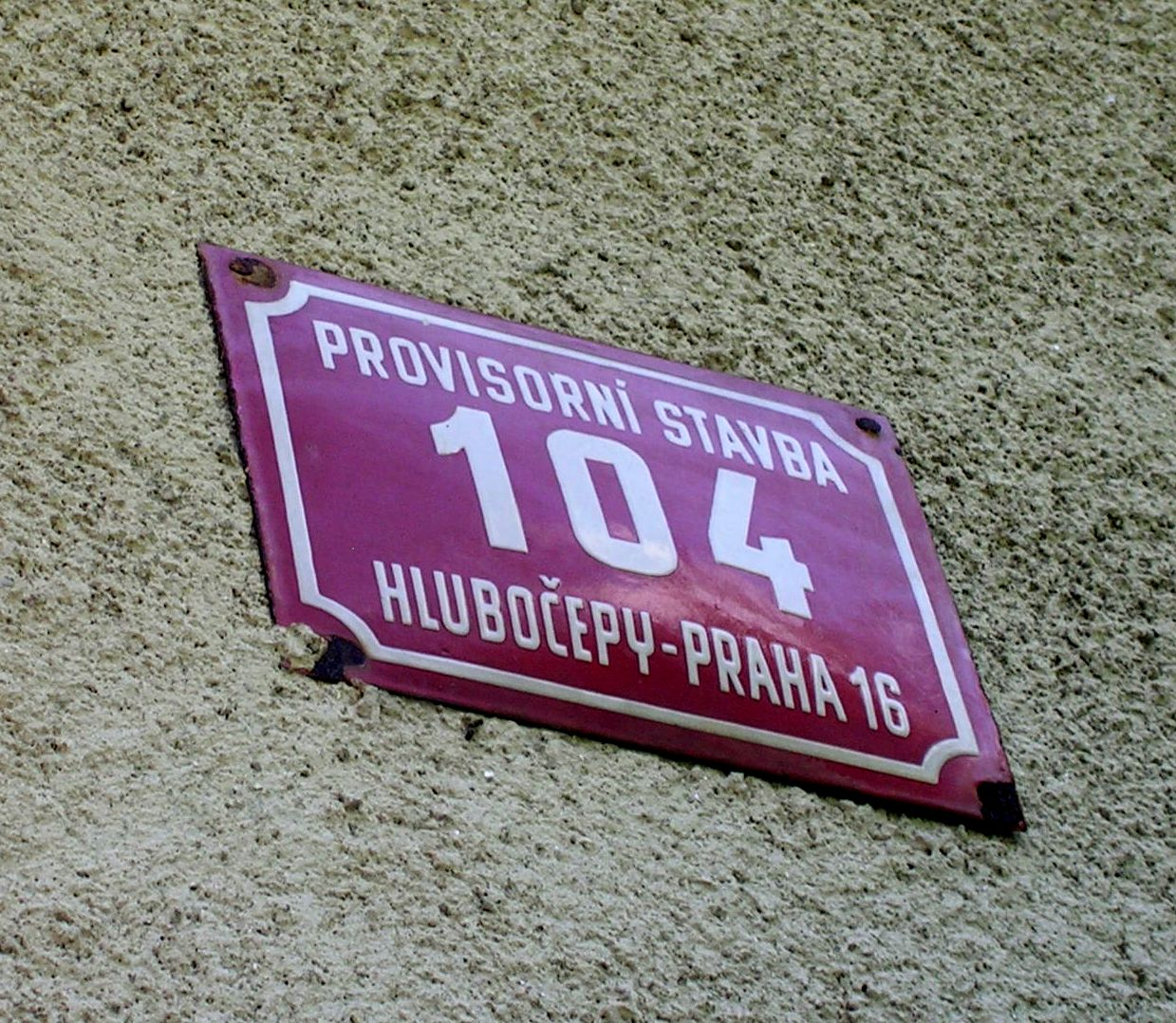
Evidenční číslo provizorního domu v Dalejském údolí

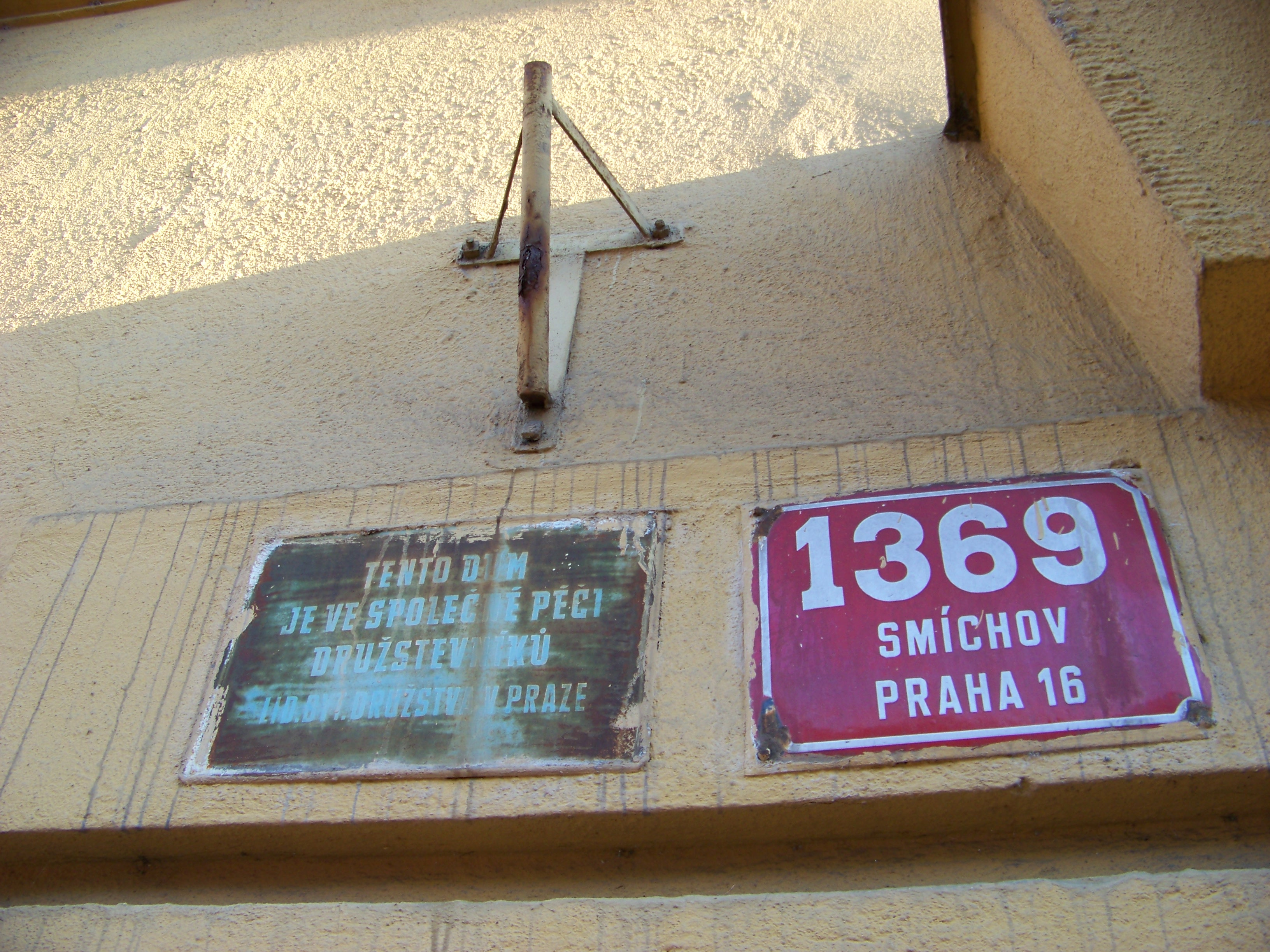
Popisné číslo domu v ulici Na Václavce na Smíchově

Praha 16 bylo v letech 1949–1960 označení městského obvodu hlavního města Prahy, který zahrnoval část Smíchova a dále Radlice, Hlubočepy a Malou Chuchli.
Základem pro vznik obvodu Praha 16 byl dosavadní obvod Praha XVI (od roku 1947 nazvaný Praha XVI – Smíchov), který vznikl jako volební a samosprávný obvod k 17. lednu 1923 na základě vládního nařízení č. 7/1923 Sb. Obvod Praha 16 vznikl k 1. dubnu 1949, kdy byla Praha vládním nařízením č. 79/1949 Sb. rozčleněna novou správní reformou na 16 městských obvodů číslovaných arabskými číslicemi. Od obvodu Praha XVI se jeho vymezení liší tím, že je menší o část Smíchova, která společně s dosavadním obvodem Praha XVII – Košíře vytvořila nový obvod Praha 4. Od 11. dubna 1960 zákon č. 36/1960 Sb. vymezil v Praze 10 obvodů, přičemž území dosavadního obvodu Praha 16 se stalo jádrem nového obvodu Praha 5. Zákon č. 418/1990 Sb., o hlavním městě Praze, s účinností od 24. listopadu 1990 a poté znovu Statut hlavního města Prahy (vyhláška hl. m. Prahy č. 55/2000 Sb. HMP) s účinností od 1. července 2001 zařadily Smíchov, Radlice a Hlubočepy do městské části Praha 5, Malou Chuchli do městské části Praha-Velká Chuchle.